# Francisco de Eraso
Francisco de Eraso (Madrid, 1507 - ibídem, 26 de septiembre de 1570) fue un político español.

## Biografía
Fue uno de los más destacados secretarios de Carlos V y Felipe II. Su estrecha relación con los reyes le hizo obtener los títulos de comendador de Moratalaz en la Orden de Calatrava y señor de Mohernando, Humanes y El Cañal. La obtención de tal señorío, en 1564, fue por compra, valorándose Mohernando y los lugares de su jurisdicción, junto con la casa-fortaleza y el puesto de portazgo, en más de cuarenta y siete millones de maravedíes.
Era hijo de Hernando de Eraso, un personaje de la corte de los Reyes Católicos, y María de Hermoso y Guevara, ambos procedentes de Eraso (Navarra).
En 1555 autorizó como notario mayor la renuncia de los estados de Flandes que Carlos V realizó en su hijo Felipe II, y recibió más tarde el testamento del emperador, quien lo recomendó encarecidamente a su sucesor, que siguió otorgándole plena confianza y lo nombró secretario de los Consejos de Inquisición y de Indias. Fue procurador por Madrid en las cortes de 1560, e intervino como asistente en las de 1563 (que levantó, al término de sus sesiones, en nombre del rey) y en las de 1566.
Su sepulcro, en la iglesia parroquial de Mohernando, fue mandado construir por su viuda (Mariana de Peralta, hija de Pedro del Canto y de Mariana de Peralta); y es una pieza importante de la escultura del Renacimiento en España, con las figuras orantes de ambos cónyuges junto con la de San Francisco de Asís, esculpidas por Juan Bautista Monegro (el autor de las estatuas de los Reyes de Judá del Patio de los Reyes de El Escorial). Como consecuencia de la destrucción del edificio durante la guerra civil de 1936-1939, el grupo escultórico quedó desmontado y se trasladó al Museo Diocesano de Sigüenza. Volvió posteriormente a Mohernando tras la restauración de la iglesia, pero los bloques de mármol (estatuas, frisos y escudos) que lo componen se conservaron varios años sin montar en una estancia cerrada; ocupando actualmente su lugar original junto al altar mayor.
Fundó para su hijo, Carlos de Eraso, un rico mayorazgo (escritura fundacional firmada en Madrid el 20 de marzo de 1567) con el señorío de Mohernando, Humanes, Robledillo, Cerezo y Razbona, las dehesas de Gargantilla y La Penilla en Santillana, y numerosos inmuebles en las ciudades de Toledo, Madrid y Segovia (en las afueras de esta ciudad, el llamado Parral del Pirón).
Entre sus descendientes, estuvieron su nieto Francisco de Eraso y Pacheco (o Francisco de Eraso Pacheco y Carrillo, 1581-1662, primer conde de Humanes) y Baltasar de Eraso y Toledo (1623-1687).